# El Limonero
El Limonero es un barrio perteneciente al distrito Puerto de la Torre de la ciudad andaluza de Málaga, España. Según la delimitación oficial del ayuntamiento, limita al este con el barrio de El Tomillar; al norte y al oeste, con el barrio de Los Almendros; y al sur, con terrenos no edificados.

## Transporte
Ninguna línea de autobús urbano de la EMT discurre dentro de los límites del barrio. No obstante, las singuientes líneas realizan paradas en lugares próximos: 
| Línea | Trayecto                               | Recorrido | Frecuencia                              |
| ----- | -------------------------------------- | --------- | --------------------------------------- |
| 21    | Alameda Principal - Puerto de la Torre | Recorrido | 12 minutos                              |
| N4    | Alameda Principal - Puerto de la Torre | Recorrido | 23.30, 1.00 (Alameda) 0.15 (Pto. Torre) |